# Szymon Czech
Szymon Czech (ur. 6 kwietnia 1975, zm. 5 listopada 2012 w Warszawie) – polski producent muzyczny i inżynier dźwięku, a także muzyk, kompozytor i multiinstrumentalista. W latach 1999–2003 pracował w olsztyńskim Selani Studio. W latach późniejszych był pracownikiem Studio X. Prowadził także własne studio pod nazwą Elephant.
Był członkiem zespołów Prophecy, Third Degree, Nyia i Alne. Jako muzyk koncertowy i sesyjny współpracował z awangardowym zespołem grindcore'owym Antigama. Z kolei jako producent i realizator nagrań współpracował m.in. z takimi grupami muzycznymi jak: Tower, Farben Lehre, Masachist, Non Opus Dei, Yattering, UnSun, Antigama, Rootwater, czy Vesania.
Szymon Czech zmarł 5 listopada 2012 roku w warszawskim hospicjum po roku walki z nowotworem mózgu. Miał 37 lat. Uroczystości pogrzebowe odbyły się 8 listopada w kościele pw. Świętego Józefa w Olsztynie. Muzyk został pochowany na tamtejszym cmentarzu komunalnym przy ulicy Poprzecznej.
1.02.2014 r. odbył się „Festiwal im. Szymona Czecha”. Wydarzenie to zostało poświęcone jego pamięci. Odbyło się w Olsztynie (klub „Nowy Andergrant”). Wystąpili wówczas Antigama, Herman Rarebell, Armagedon, Tenebris, Materia, Dark Karma Soul, Rogi oraz The Cuffs.

## Dyskografia
- Tower – The Swan Princess (1998, Metal Mind Records, inżynieria dźwięku)[8]
- Prophecy – Contagion (1999, Pavement Music, produkcja, gitara elektryczna)[9]
- Black Altar – Wrath ov the Gods (2000, Odium Records, inżynieria dźwięku)[10]
- Yattering – Murder’s Concept (2000, Metal Mind Records, inżynieria dźwięku)[11]
- Dies Irae – Immolated (2000, Metal Blade Records, produkcja, inżynieria dźwięku)[12]
- Dominium – Stigmata (2001, Metal Mind Productions, produkcja)[13]
- Tvangeste – FireStorm (2003, World Chaos Japan, produkcja)[14]
- Never – Mind Regress (2002, Metal Mind Productions, miksowanie, mastering)[15]
- Bright Ophidia – Coma (2003, Metal Mind Productions, inżynieria dźwięku)[16]
- Immemorial – After Deny (2003, Conquer Records, realizacja)[17]
- Projekt X - Velniwyr (2003, realizacja)
- Nyia – Head Held High (2004, Candlelight Records, produkcja, gitara elektryczna)
- Non Opus Dei – VI – The Satanachist Credo (2005, Pagan Records, inżynieria dźwięku)[18]
- Enter Chaos – Aura Sense (2004, Metal Mind Productions, realizacja)[19]
- Farben Lehre – Farbenheit (2005, Rockers Publishing, mastering)[20]
- Antigama – Zeroland (2005, SelfMadeGod Records, realizacja)[21]
- Archeon – End of the Weakness (2005, Empire Records, realizacja)[22]
- Sceptic – Internal Complexity (2005, Mystic Production, realizacja)[23]
- Shannon – Tchort Vee Scoont Folk! (2005, realizacja)[24]
- Demise – Torture Garden (2005, Empire Records, produkcja)[25][26]
- Non Opus Dei – The Quintessence (2006, Pagan Records, inżynieria dźwięku)[27]
- Panzer X – Steel Fist (2006, Metal Mind Productions, realizacja)[28]
- Alienacja – Blades Shall Speak (2006, Lifeline Records, realizacja)[29]
- Orbita Wiru – Wiru Sfera (2006, Serwat Art Factory, realizacja)[30]
- Nyia – More Than You Expect (2007, FETO Records, produkcja, gitara elektryczna)[31][32]
- Non Opus Dei – Zima 2005 (2007, Czerni Blask Productions, miksowanie, mastering)[33]
- Carnal – Undefinable (2007, Ars Mundi, produkcja, gościnnie gitara)[34]
- Antigama – Resonance (2007, Relapse Records, produkcja)
- Non Opus Dei – Constant Flow (2007, Empire Records, miksowanie, mastering)[35]
- Anima Damnata – Atrocious Disfigurement of the Redeemer's Corpse at the Graveyard of Humanity (2007, Morbid Moon Records, realizacja)[36]
- Vesania – Distractive Killusions (2007, Napalm Records, produkcja)[37]
- UnSun – The End of Life (2008, Century Media, produkcja)[38]
- Esqarial – Burned Ground Strategy (2008, Propaganda Promotion, inżynieria dźwięku)[39]
- Third Degree – Punk Sugar (2008, Selfmadegod Records, produkcja, gitara elektryczna)[40]
- Orange the Juice – You Name It (2008, Ars Mundi, inżynieria dźwięku, miksowanie, mastering)[41]
- Mothra – DYES (2008, Selfmadegod Records, inżynieria dźwięku)[42]
- Christ Agony – Condemnation (2008, Razor Productions, inżynieria dźwięku, miksowanie)[43]
- Devilish Impressions – Diabolicanos - Act III: Armageddon (2008, Conquer Records, gościnnie)[44]
- Blindead – Autoscopia / Murder in Phazes (2008, Deadline Records, mastering)[45]
- MasseMord – The Whore of Hate (2008, Death Solution, realizacja)[46]
- Rootwater – Visionism (2009, Mystic Production, miksowanie, mastering)[47][48]
- Antigama – Warning (2009, Relapse Records, inżynieria dźwięku)[49]
- Chainsaw – Evilution (2009, Metal Mind Productions, realizacja)[50]
- Armagedon – Death Then Nothing (2009, Mystic Production, realizacja)[51]
- Masachist – Death March Fury (2009, Witching Hour Productions, mastering)[52]
- Rain of Sorrow – SIRIUS (2009, wydanie własne, realizacja)[53]
- Riverside – Anno Domini High Definition (2009, Mystic Production, produkcja)[54]
- MasseMord - The Madness Tongue Devouring Juices of Livid Hope (2010, Pagan Records, realizacja)[55]
- Lostbone – Severance (2010, AltArt Music, miksowanie, mastering)[56]
- Pneuma – Apatia (2011, Mystic Production, miksowanie, mastering)[57]
- HUGEccm – Payback Time (2011, wydanie własne, miksowanie, mastering, gościnnie gitara)[58]
- Arysta – The 5 Ocean (2011, Arysta Cinema, instrumenty klawiszowe, programowanie)[59]
- Northwail – Cold Season (2011, wydanie własne, miksowanie, mastering, gościnnie gitara)[60]
- Alne – Alne (2012, Archaic Sound, gitara basowa, miksowanie, mastering)[61]
- Voodoo Gods – Shrunken Head (2012, Misanthropica Enterprises, inżynieria dźwięku)[62]